# Măicănești
Măicănești – wieś w Rumunii, w okręgu Vrancea, w gminie Măicănești. W 2011 roku liczyła 1099
mieszkańców